# حس خوب زندگی
حس خوب زندگی نام یک فیلم ایرانی و محصول سال ۱۳۹۵ خورشیدی است. کارگردان این فیلم فرناز امینی و بازیگران آن علی انصاریان، حدیث فولادوند، نیما شاهرخ‌شاهی و فریبا نادری هستند. در این فیلم تعدادی از فوتبالیست‌های ایرانی نیز بازی کرده‌اند.